# Зубрецкий сельский совет
Зубрецкий сельский совет (укр. Зубрецька сільська рада) — входит в состав
Бучачского района
Тернопольской области
Украины.
Административный центр сельского совета находится в 
с. Зубрец.

## История
- 1944 — дата образования.

## Населённые пункты совета
- с. Зубрец